# Шараф ад-Дін аль-Киримі
Шараф ад-Дін бін Камаль ад-Дін бін Хасан бін 'Алі аль-Киримі або Шараф бін Камаль аль-Киримі (2-га пол. XIV ст., Крим — 1440, Османська імперія) — ісламський середньовічний вчений, правник та філософ, один з перших ісламськіх авторів кримського походження.

## Життєпис
Народився у 2-й пол. XIV ст. в Криму де і отримав освіту. Серед вчителів згадується вихідець з Центральної Азії, що в 1402—1404 відвідав Крим, Хафіз ад-Дін Мухаммад аль Баззазі (відомий також як ібн аль-Баззаз) і надав аль-Киримі іджазу (дозвіл на викладання).
Близько 1407 здійснив хадж протягом якого підготував свою єдину наразі віднайдену роботу Шарх Манар аль-Анвар, що є тлумаченням праці центральноазійського теолога й правника Абу ль-Бараката ан-Насафі (помер 1310) Манар аль-Анвар фі Усул аль-Фікг („Маяк світочей в науці про основи права“)..
Не раніше 1420-х пересилився до Османської імперії, де був приязно зустрітий при дворі Мурада II і прожив до своєї смерті в 1440 році.

## Учні
- Ахмад аль-Киримі (помер 1457)

## Роботи
- Шарх Манар аль-Анвар („Коментар до маяку світочів“), 1407, зберіглося як мінімум 9 рукописів (Принстонський уныверситет, США, быблыотека Газы Хосров-Бека, Босныя ы Герцеговина).
- Супракоментар до тлумачення на працю „Віроповчальні принципи“ (Аль-'Ака'ід), укладену перським богословом Са'д ад-Діном ат-Тафтазані[fa] (1322—1390), не віднайдена